# (2743) Chengdu
(2743) Chengdu – planetoida z grupy pasa głównego asteroid okrążająca Słońce w ciągu 4 lat i 120 dni w średniej odległości 2,66 j.a. Została odkryta 21 listopada 1965 roku w Obserwatorium Astronomicznym Zijinshan w Nankinie. Nazwa planetoidy pochodzi od Chengdu, miasta w środkowych Chinach. Przed nadaniem nazwy planetoida nosiła oznaczenie tymczasowe (2743) 1965 WR.